# Masayuki Ochiai
Masayuki Ochiai (japanisch 落合 正幸 Ochiai Masayuki; * 11. Juli 1981 in der Präfektur Kumamoto) ist ein ehemaliger japanischer Fußballspieler.

## Karriere
Ochiai erlernte das Fußballspielen in der Schulmannschaft der Ozu High School. Seinen ersten Vertrag unterschrieb er 2000 bei den Kashiwa Reysol. Der Verein spielte in der höchsten Liga des Landes, der J1 League. Für den Verein absolvierte er 12 Erstligaspiele. 2004 wurde er an den Zweitligisten Sagan Tosu ausgeliehen. Für den Verein absolvierte er 23 Ligaspiele. 2006 kehrte er zum Zweitligisten Kashiwa Reysol zurück. 2007 wechselte er zum Erstligisten Kawasaki Frontale. 2007 erreichte er das Finale des J.League Cup. 2008 wechselte er zum Drittligisten Tochigi SC. 2008 wurde er mit dem Verein Vizemeister der Japan Football League und stieg in die J2 League auf. Für den Verein absolvierte er 78 Ligaspiele. Ende 2011 beendete er seine Karriere als Fußballspieler.

## Erfolge
Kawasaki Frontale
- J.League Cup

Finalist: 2007